# Palkovics Imre (politikus)

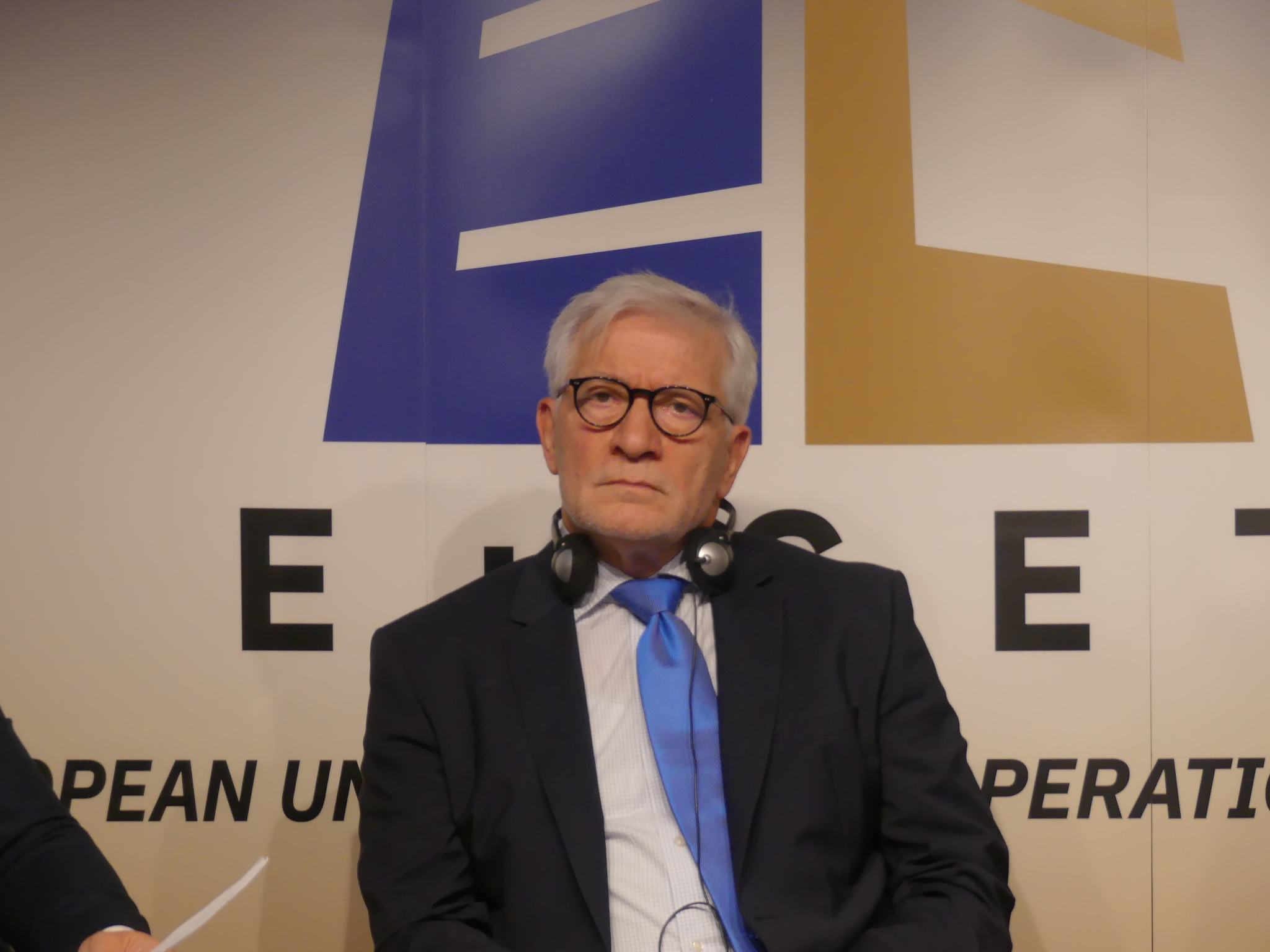
Palkovics Imre az EuCET 2023 kongresszuson

Palkovics Imre (Városlőd 1954. április 27. –) magyar szakszervezeti vezető, a Munkástanácsok Országos Szövetsége elnöke.

## Pályafutása
Munkáscsaládba született. Édesanyja tsz.-ben, illetve állami gazdaságban dolgozott szakácsnőként. Édesapja erdőgazdasági munkás, favágó volt. Az ötvenes éveket jellemző szegénységben a négy gyermeket nevelő család ugyan nem éhezett, mert a kis háztájiban megtermelték a főzni valót, ruházkodásra, szórakozásra azonban nem futotta.
Porcelánfestő tanulmányok: 1968-71. A Herendi Porcelángyárban elvégezte a vállalat által szervezett hároméves alapképzést, majd a feltételül szabott ötéves szakmai gyakorlat után a kétéves mesterképzést, ami után porcelánfestő mestervizsgát tett.
Az 1980-as évek második felétől kezdve porcelánfestő mesterként járta a világot: többek között San Franciscóban, Dallasban, Atlantában, Washingtonban, New Yorkban, Nashvilleben és Londonban népszerűsítette a herendi manufaktúra termékeit, mutatta be a nyugati világnak a kézigyártású finomporcelán készítésének fortélyait.
1989-ben vezetésével elsők között alakult meg a Herendi Porcelángyárban a munkástanács.
1990-ben az Magyar Demokrata Fórum színeiben bekerült a Parlamentbe.
1990-1994 között parlamenti képviselő volt, a Parlament Gazdasági Bizottságának tagja.
1990-ben részt vett a Munkástanácsok Országos Szövetsége megalakításában.
1991-ben parlamenti határozatot nyújtott be a Magyar Nemzeti Üdülési Alapítvány megalapításának kezdeményezésére és elfogadtatására, ugyanebben az évben benyújtotta a volt SZOT-vagyon megosztását szolgáló törvényt.
1992 nyarán benyújtotta a munkavállalói résztulajdon megszerzését biztosító törvényjavaslatot (MRP törvény), amely azt a célt szolgálta, hogy a privatizálandó cégeknél a munkavállalók is tulajdonhoz juthassanak. Ezt a javaslatot a Parlament elfogadta.
Részt vett a Munka törvénykönyve kialakításának parlamenti és szociális párbeszéd keretek közt folyó vitájában.

## A Munkástanácsok Országos Szövetsége élén

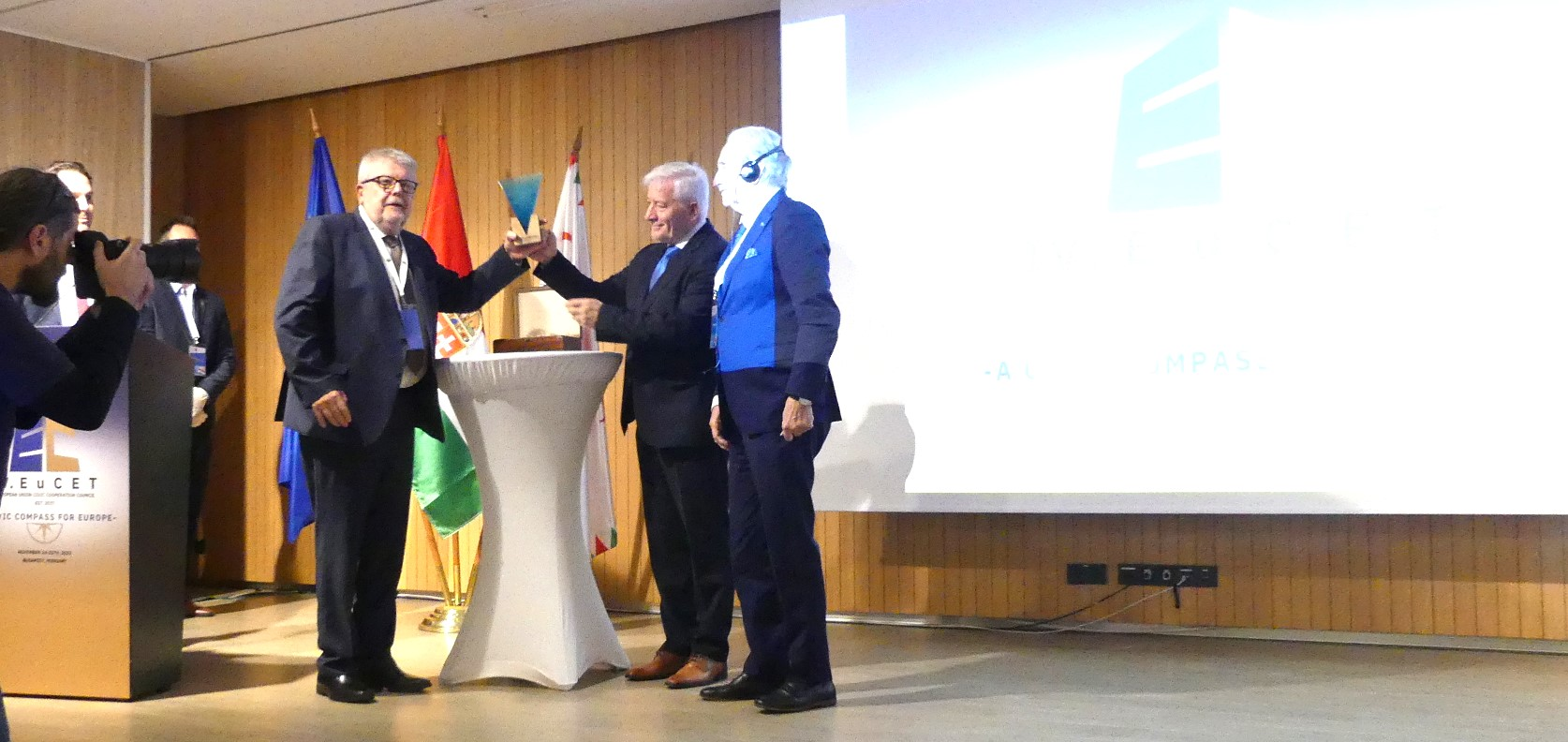
A Szellemi Honvédő Díj átadásán 2023-ban

1991 óta a Munkástanácsok Országos Szövetségének elnöke
1991-től napjainkig részt vesz a makroszintű társadalmi párbeszéd folyamatában
1997-2006 WCL Szövetségi Tanács tag
2007- Nemzeti Fenntartható Fejlődés Tanács tagja
2011- Nemzeti Gazdasági és Társadalmi Tanács tagja
2012- Versenyszféra és a Kormány Állandó Konzultációs Fórumának tagja
2015- EUCDW (Kereszténydemokrata Munkavállalók Európai Uniója) elnökségi tagja
2016-ban Varga Mihálytól Áder János köztársasági elnök megbízásából a Magyar Érdemrend tisztikeresztje polgári tagozata kitüntetést kapta „Az 1956-os forradalmi munkástanácsok törekvéseinek mintájára a rendszerváltozást követően létrejövő munkavállalói érdekvédelem újjászervezéséhez, valamint a munkavállalói önszerveződés folyamatának elősegítéséhez való tevékeny hozzájárulásáért”
2023-ban, a Munkástanácsok Országos Szövetsége VIII. Kongresszusán újraválasztották a szervezet elnökévé. Ezzel kapcsolatos állásfoglalásában rámutatott: a befektetői szándék manapság a szakszervezetek ellehetetlenítése nem csak Magyarországon, hanem az egész világon, mert a profitmaximalizálás terepén hátráltató tényezőnek minősülnek. „Mi, a Munkástanácsok más szakszervezetekkel együtt azon az állásponton vagyunk, hogy a szakszervezetekre igenis szüksége van a társadalomnak. Szükség van arra, hogy a munkások jogait megfogalmazzuk és kiálljunk értük, mert a tőke és a munka együttműködésében a munkás nem válhat a termelési folyamat eszközévé, nem veszítheti el emberi méltóságát.
A Munkástanácsok Országos Szövetségének az érdeke, hogy a magyar gazdaság minden eszközt megragadva talpon tudjon maradni, a munkások számára megfelelő védelmi környezet megteremtése mellett!”

## Kitüntetése
- A Magyar Érdemrend tisztikeresztje (2016)

## Tanulmányok
Szegedi Tudományegyetem, Állam-és Jogtudományi Kar, Munkaügyi és Társadalombiztosítási Igazgatási Szak
Családja: Nős, három gyermeke: Sára, Márton, Bálint, unokái: Róza, Mihály  
Hobbi: Szereti a könyveket és a sportot, 40 éves koráig aktívan taekwondozott, hobbija a futás, kerékpározás, kertészkedés.